# ピーター・フィリップス

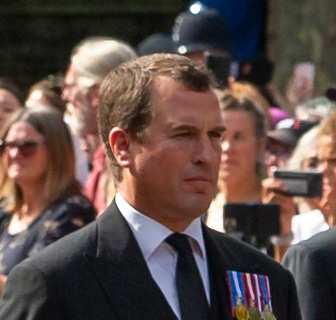
ピーター・フィリップス（2022年）

ピーター・マーク・アンドルー・フィリップス（Peter Mark Andrew Phillips、1977年11月15日 - ）は、イギリス王女アンの第1子・長男で、エリザベス2世の孫。父は陸軍大尉マーク・フィリップス。妹にザラ・フィリップスがいる。2025年4月現在、イギリス王位継承順位は母アンに次ぐ19位。貴族称号は持たない。

## 人物・来歴

ピーター・フィリップスの紋章

ロンドン市内パディントンの病院で、アン王女とマーク・フィリップスの間に誕生した。エリザベス女王とエディンバラ公フィリップの初孫にあたる。誕生にあたってはエリザベス女王から特に叙爵が打診されたが両親が辞退したと伝わっている。伯父に当たるチャールズ3世と同じく北部スコットランドの名門寄宿学校ゴードンストウン校で学ぶ。その後エクセター大学でスポーツ科学を専攻し、2000年に卒業した。学生時代はラグビーをしていた。
卒業後はジャガーに就職、後にF1のウィリアムズにも籍を置く。その後ロイヤルバンク・オブ・スコットランドに勤務し、一時期その香港支店で勤務していたが、現在はロンドンに居住している。
2007年にカナダ人で経営コンサルタントのオータム・ケリーとの婚約が発表され、翌2008年にウィンザー城で結婚式を挙げた。2010年12月29日に長女サバンナ・フィリップスが誕生している。エリザベス女王にとって初の曾孫となった。2012年3月29日に次女アイラ・フィリップスが誕生した。
王室一員として公的行事に参加することはほとんどなく、普段から公に姿を見せることも極めて少ない。
2020年2月11日、離婚したことを発表した。
2021年のエディンバラ公フィリップの葬儀では、葬送の行進時に従兄弟にあたるウィリアム王子とヘンリー王子の間に立って歩いた。ヘンリー王子の王室離脱、およびアメリカ移住の問題が尾を引いている時期でもあり、両王子の緊張関係を和らげる存在として注目を浴びた。